# Hayakawa Fumiya
Fumiya Hayakawa (sinh ngày 12 tháng 1 năm 1994) là một cầu thủ bóng đá người Nhật Bản.

## Sự nghiệp câu lạc bộ
Fumiya Hayakawa đã từng chơi cho Albirex Niigata.